# یوهانس شاف
یوهانس شاف (آلمانی: Johannes Schaaf; ۷ آوریل ۱۹۳۳ – ۱ نوامبر ۲۰۱۹) کارگردان فیلم، کارگردان و تهیه‌کننده اپرا، کارگردان نمایش و بازیگر اهل آلمان بود.
از فیلم‌ها که وی کارگردان آن بوده می‌توان به خالکوبی و بالی اشاره کرد.
وی همچنین برندهٔ جوایزی همچون جایزه فیلم آلمان شده‌است.